# Libéraux de Laurier

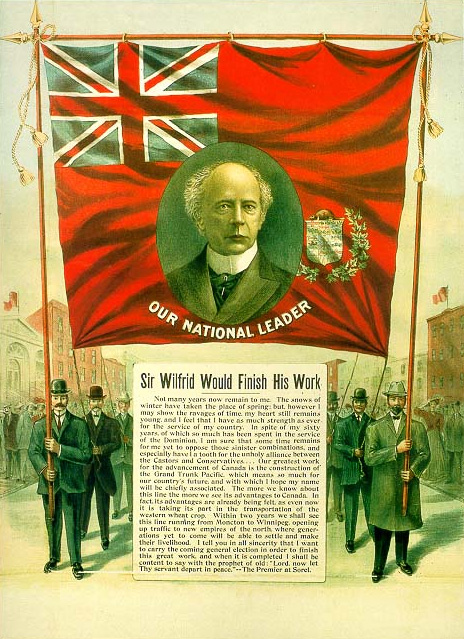
Affiche électorale de Sir Wilfrid Laurier.

Durant la Première Guerre mondiale et peu avant les élections fédérales de 1917, iche électorale de le Parti libéral du Canada se divisa en deux factions distinctes.
- Les libéraux de Laurier (Laurier Liberals), qui s'opposèrent à la conscription pour supporter l'effort de guerre du Canada et représentés par l'ancien premier ministre Wilfrid Laurier
- Les libéraux-unionistes, qui fut représenté par des libéraux ayant décidé de joindre le gouvernement de Robert Borden

Cette scission du Parti libéral est survenue lorsque Robert Borden invita les libéraux en accord avec ses politiques, qui menèrent entre autres vers la crise de la conscription de 1917, à se joindre à son gouvernement. Les considérations linguistiques furent très apparentes lors de cette division alors qu'une majorité d'anglophones étaient plutôt favorables à la conscription, à l'inverse de francophones qui s'y opposèrent. Compte tenu qu'une partie importante de Libéraux joignirent le gouvernement Borden, ceux qui restèrent fidèle à Laurier s'identifièrent sous le nom de libéraux de Laurier ou opposition (Laurier libéral).
Sur les 235 sièges de la Chambre des communes à cette époque, seulement 82 libéraux de Laurier furent élus en 1917, dont :
- 62 furent élus au Québec
- 1 de l'Alberta
- 1 du Manitoba, dans une circonscription avec un large électorat francophone
- 5 du Nouveau-Brunswick, dont 4 étaient des Canadiens-français
- 4 de la Nouvelle-Écosse
- 2 de l'Île-du-Prince-Édouard
- 8 de l'Ontario

Avec seulement vingt sièges provenant du Canada anglais, le Parti libéral fut réduit à une forte représentation canadienne-française.
Le Parti conservateur tenta de continuer l'alliance en créant le Parti national libéral et conservateur (National Liberal and Conservative Party). Cependant, l'élection de William Lyon Mackenzie King, l'un des rares représentants anglophones des libéraux de Laurier, contribua à retrouver l'électorat anglophone du Parti libéral et de former un gouvernement minoritaire après les élections fédérales de 1921.

## Source
- (en) Cet article est partiellement ou en totalité issu de l’article de Wikipédia en anglais intitulé « Laurier Liberals » (voir la liste des auteurs).